# Pyroppia sibirica
Pyroppia sibirica är en kvalsterart som beskrevs av Golosova och Karppinen 1984. Pyroppia sibirica ingår i släktet Pyroppia och familjen Ceratoppiidae. Inga underarter finns listade i Catalogue of Life.